# 아이패드 미니 2 레티나 디스플레이
아이패드 미니 2 레티나 디스플레이(iPad mini 2 Retina display)는 폭스콘과 페가수스가 제조하고 애플이 판매하는 iOS 태블릿 컴퓨터로, 아이패드 미니의 후속제품이다.
2013년 10월 22일 미국 샌프란시스코 예나 부에나 아트센터에서 발표하여, A1489/1490 모델은 2013년 11월 12일, A1491 모델은 2014년 1월 17일 출시되었다.

## 역사
2세대 아이패드 미니 레티나 디스플레이는 2013년 10월 22일 예르바 뷰에나 아트센터 아직도 다룰 것이 많다'라는 제목의 연설을 하면서 발표되었다. The theme of the keynote was named 'We still have a lot to cover.' 2013년 10월 23일에 아이패드 미니 2가 출시되었다. 아이패드 미니 iOS 7.0.3버전과 함께 처음 출시되었지만 셀룰러 모델은 iOS 7.0버전과 함께 처음 출시되었다. 아이패드 미니 2는 iOS 6버전으로 출시되었다는 루머는 애플이 iOS 7 운영 체제를 지원한다는 것이 공개되었음에도 불구하고 웹에 널리 퍼졌다. 2017년 3월 21일 아이패드 미니 2는 단종되었지만 여전히 애플은 아이패드 미니 2 업데이트를 지원하였다. 그 후, iOS 13의 출시와 함께, 아이패드 미니 2는 업데이트는 진행되지 않았다. 아이패드 미니 2가 지원하는 최신 버전은 2021년 9월 23일 출시된 iOS 12.5.5이다. 애플은 애플 A7 칩 사용으로 iOS 13과 iOS 14와 모든 기능을 지원할 만큼 iPad mini 2의 하드웨어가 강력하지 않다는 것을 하고 버전 업데이트를 진행시키지 않았다. iOS 13과 14는 애플 A8X 칩 이상이 탑재된 장치만 지원한다. 따라서 iPad mini 2는 iOS 13 및 14 버전 업데이트 적용 대상이 아니다. iOS 13과 14를 지원하는 아이패드 미니버전은 아이패드 미니 4와 아이패드 미니(5세대)가 유일하다.

## 색상
- 스페이스 그레이
- 실버

## 같이 보기
- 애플 아이폰 5s
- 애플 아이폰 5c
- 애플 아이패드 에어